# Pohár FAČR 2012-2013
La Coppa della Repubblica Ceca 2012-2013 di calcio (in ceco Pohár FAČR) è stata la 20ª edizione del torneo. La competizione è iniziata il 19 luglio 2012 ed è terminata il 17 maggio 2013. Lo Jablonec ha vinto il trofeo per la seconda volta.

## Formula del torneo
| Turno             | Numero di incontri | Squadre   | Entrano a questo turno |
| ----------------- | ------------------ | --------- | --- |
| Turno preliminare | 30                 | 134 → 104 | 60 squadre di 4. liga e dei campionati regionali                                                                               |
| Primo turno       | 44                 | 104 → 60  | 16 squadre di Druhá liga 18 squadre di Česká fotbalová liga 16 squadre di Moravskoslezská fotbalová liga 10 squadre di 4. liga |
| Secondo turno     | 28                 | 60 → 32   | 12 squadre di Gambrinus liga                                                                                                   |
| Terzo turno       | 16                 | 32 → 16   | 1ª-4ª classificata di Gambrinus liga 2011-2012                                                                                 |
| Ottavi di finale  | 8 + 8              | 16 → 8    | – |
| Quarti di finale  | 4 + 4              | 8 → 4     | – |
| Semifinali        | 2 + 2              | 4 → 2     | – |
| Finale            | 1                  | 2 → 1     | – |

## Turno preliminare
| Squadra 1                  | Risultato         | Squadra 2                 |
| -------------------------- | ----------------- | ------------------------- |
| 18 luglio 2012             |                   |                           |
| Třebíč                     | 1 – 0             | Vrchovina                 |
| 19 luglio 2012             |                   |                           |
| Sokol Jablonec nad Jizerou | 1 – 1 (4 – 3 dtr) | Jiskra Mšeno              |
| 21 luglio 2012             |                   |                           |
| Aritma Praga               | 2 – 3             | Litol                     |
| Mariner Bavorovice         | 0 – 1             | Slavoj Český Krumlov      |
| Toužim                     | 2 – 3             | Spartak Chrást            |
| Slavičín                   | 6 – 1             | Valašské Meziříčí         |
| 22 luglio 2012             |                   |                           |
| Slavoj Vyšehrad            | 2 – 1             | Benešov                   |
| Hodonín-Šardice            | 1 – 1 (2 – 4 dtr) | Tatran Brno Bohuvice      |
| Litvínov                   | 3 – 1             | Baník Souš                |
| Čechie Uhříněves           | 1 – 0             | Český Brod                |
| Ostrov                     | 1 – 5             | Tachov                    |
| Jiskra Česká Skalice       | 0 – 4             | Náchod-Deštné             |
| Dobrovice                  | 0 – 2             | Admira Praga              |
| Texas Nové Strašecí        | 5 – 0             | Přední Kopanina           |
| Sokol Libiš                | 0 – 2             | Sokol Brozany             |
| Senco Doubravka            | 2 – 1             | Hořovicko                 |
| Lovosice                   | 1 – 1 (4 – 2 dtr) | Slavoj Žatec              |
| Semily                     | 0 – 2             | Cidlina Nový Bydžov       |
| Dvůr Králové               | 4 – 0             | Nová Paka                 |
| Mutěnice                   | 7 – 0             | Slovácká Sparta Spytihněv |
| Dolany                     | 0 – 7             | Hranice                   |
| Nový Jičín                 | 1 – 1 (3 – 1 dtr) | REAL Lískovec             |
| Kozmice                    | 0 – 2             | Havířov                   |
| Morkovice                  | 1 – 3             | Viktoria Otrokovice       |
| Přerov                     | 2 – 3             | Vyškov                    |
| Dosta Bystrc               | 0 – 0 (5 – 3 dtr) | Tasovice                  |
| Pelhřimov                  | 1 – 3             | Líšeň                     |
| Šumperk                    | 0 – 2             | Mikulovice                |
| Jiskra Ústí nad Orlicí     | 1 – 2             | Holice                    |
| 24 luglio 2012             |                   |                           |
| Dobřichovice               | 1 – 0             | Štěchovice                |

## Primo turno
| Squadra 1                  | Risultato         | Squadra 2             |
| -------------------------- | ----------------- | --------------------- |
| 28 luglio 2012             |                   |                       |
| Havířov                    | 0 – 5             | Fotbal Třinec         |
| Horní Měcholupy            | 0 – 0 (5 – 4 dtr) | Baník Sokolov         |
| Senco Doubravka            | 1 – 6             | Písek                 |
| Lovosice                   | 0 – 7             | Ústí nad Labem        |
| Zápy                       | 1 – 3             | Bohemians 1905        |
| Kunice                     | 1 – 2             | Táborsko              |
| OEZ Letohrad               | 0 – 1             | Zenit Čáslav          |
| Chrudim                    | 1 – 2             | Graffin Vlašim        |
| Nový Bor                   | 0 – 1             | Varnsdorf             |
| Pěnčín-Turnov              | 0 – 2             | Arsenal Česká Lípa    |
| Slavičín                   | 1 – 4             | Opava                 |
| Hranice                    | 0 – 8             | Uničov                |
| Nový Jičín                 | 2 – 2 (2 – 3 dtr) | Hlučín                |
| Třebíč                     | 2 – 0             | Slavoj Polná          |
| Mohelnice                  | 1 – 2             | Zábřeh                |
| Broumov                    | 1 – 1 (4 – 3 dtr) | Slavia Orlová         |
| Petrovice                  | 1 – 1 (2 – 4 dtr) | Frýdek-Místek         |
| Spartak Chrást             | 1 – 2             | Karlovy Vary          |
| 29 luglio 2012             |                   |                       |
| Admira Praga               | 1 – 4             | Loko Vltavín          |
| Slavoj Vyšehrad            | 5 – 1             | Rokycany              |
| Litvínov                   | 0 – 1             | Vilémov               |
| Čechie Uhříněves           | 0 – 3             | Kolín                 |
| Dobřichovice               | 1 – 3             | Králův Dvůr           |
| Tachov                     | 1 – 3             | Jiskra Domažlice      |
| Sokol Jablonec nad Jizerou | 1 – 1 (4 – 3 dtr) | Hlavice               |
| Náchod-Deštné              | 0 – 7             | Pardubice             |
| Texas Nové Strašecí        | 0 – 0 (4 – 3 dtr) | Kladno                |
| Litol                      | 1 – 4             | Bohemians Praga       |
| Sokol Brozany              | 0 – 2             | Baník Most            |
| Cidlina Nový Bydžov        | 1 – 5             | Viktoria Žižkov       |
| Holice                     | 0 – 2             | Sparta Kutná Hora     |
| Dvůr Králové               | 2 – 1             | Převýšov              |
| Meteor Praga VIII          | 2 – 2 (4 – 2 dtr) | Roudnice nad Labem    |
| Spolana Neratovice         | 0 – 2             | Chomutov              |
| Svitavy                    | 4 – 0             | Žďas Žďár nad Sázavou |
| Mutěnice                   | 0 – 4             | Trinity Zlín          |
| Viktoria Otrokovice        | 0 – 3             | Karviná               |
| Vyškov                     | 1 – 3             | Breclav               |
| Tatran Brno Bohuvice       | 1 – 3             | Prostějov             |
| Dosta Bystrc               | 1 – 2             | Hanácká               |
| Rosice                     | 4 – 1             | Spartak Hulín         |
| Mikulovice                 | 0 – 3             | 1. HFK Olomouc        |
| Líšeň                      | 0 – 0 (3 – 4 dtr) | Znojmo                |
| Slavoj Český Krumlov       | 0 – 4             | Strakonice            |

## Secondo turno
| Squadra 1                  | Risultato         | Squadra 2          |
| -------------------------- | ----------------- | ------------------ |
| 28 agosto 2012             |                   |                    |
| Zenit Čáslav               | 1 – 1 (5 – 4 dtr) | Táborsko           |
| Králův Dvůr                | 2 – 1             | Příbram            |
| 29 agosto 2012             |                   |                    |
| Arsenal Česká Lípa         | 2 – 0             | Varnsdorf          |
| Broumov                    | 3 – 5             | Slovácko           |
| Sokol Jablonec nad Jizerou | 3 – 1             | Vilémov            |
| Slavoj Vyšehrad            | 2 – 0             | Písek              |
| Graffin Vlašim             | 0 – 1             | Pardubice          |
| Ústí nad Labem             | 2 – 0             | Baník Most         |
| Strakonice                 | 1 – 1 (1 – 4 dtr) | Bohemians Praga    |
| Karviná                    | 1 – 2             | Baník Ostrava      |
| Hanácká                    | 2 – 0             | Breclav            |
| Třebíč                     | 0 – 0 (7 – 6 dtr) | Znojmo             |
| Zábřeh                     | 1 – 1 (8 – 9 dtr) | 1. HFK Olomouc     |
| Kolín                      | 0 – 1             | Dukla Praga        |
| Uničov                     | 3 – 3 (5 – 4 dtr) | Opava              |
| Prostějov                  | 1 – 4             | Sigma Olomouc      |
| Frýdek-Místek              | 0 – 1             | Trinity Zlín       |
| Karlovy Vary               | 0 – 0 (1 – 3 dtr) | Viktoria Žižkov    |
| Svitavy                    | 1 – 2             | Vysočina Jihlava   |
| Texas Nové Strašecí        | 0 – 1             | Chomutov           |
| Sparta Kutná Hora          | 0 – 1             | Slavia Praga       |
| Meteor Praga VIII          | 3 – 1             | Bohemians 1905     |
| 5 settembre 2012           |                   |                    |
| Rosice                     | 2 – 1             | Zbrojovka Brno     |
| Loko Vltavín               | 0 – 3             | Jablonec           |
| Horní Měcholupy            | 1 – 3             | Teplice            |
| Hlučín                     | 1 – 1 (3 – 4 dtr) | Fotbal Třinec      |
| Jiskra Domažlice           | 1 – 1 (5 – 4 dtr) | Dyn. Č. Budějovice |
| 6 settembre 2012           |                   |                    |
| Dvůr Králové               | 1 – 4             | Hradec Králové     |

## Terzo turno
| Squadra 1                  | Risultato         | Squadra 2        |
| -------------------------- | ----------------- | ---------------- |
| 26 settembre 2012          |                   |                  |
| Arsenal Česká Lípa         | 0 – 0 (2 – 4 dtr) | Slovan Liberec   |
| Sokol Jablonec nad Jizerou | 2 – 2 (1 – 3 dtr) | Rosice           |
| Meteor Praga VIII          | 0 – 6             | Jablonec         |
| Bohemians Praga            | 0 – 1             | Hradec Králové   |
| Zenit Čáslav               | 1 – 1 (3 – 4 dtr) | Mladá Boleslav   |
| Fotbal Třinec              | 1 – 0             | Baník Ostrava    |
| Hanácká                    | 0 – 4             | Slovácko         |
| Třebíč                     | 1 – 1 (3 – 1 dtr) | Králův Dvůr      |
| 1. HFK Olomouc             | 2 – 2 (3 – 4 dtr) | Dukla Praga      |
| Chomutov                   | 2 – 3             | Viktoria Plzeň   |
| 2 ottobre 2012             |                   |                  |
| Jiskra Domažlice           | 2 – 0             | Pardubice        |
| Ústí nad Labem             | 2 – 2 (5 – 4 dtr) | Slavia Praga     |
| 3 ottobre 2012             |                   |                  |
| Trinity Zlín               | 2 – 2 (4 – 5 dtr) | Vysočina Jihlava |
| 10 ottobre 2012            |                   |                  |
| Slavoj Vyšehrad            | 0 – 7             | Teplice          |
| Uničov                     | 0 – 3             | Sigma Olomouc    |
| 31 ottobre 2012            |                   |                  |
| Viktoria Žižkov            | 1 – 1 (3 – 4 dtr) | Sparta Praga     |

## Ottavi di finale
| Squadra 1                        | Totale            | Squadra 2      | Andata | Ritorno |
| -------------------------------- | ----------------- | -------------- | ------ | ------- |
| 17 / 31 ottobre 2012             |                   |                |        |         |
| Rosice                           | 1 – 7             | Slovan Liberec | 1 – 4  | 0 – 3   |
| 31 ottobre / 28 novembre 2012    |                   |                |        |         |
| Třebíč                           | 0 – 4             | Slovácko       | 0 – 2  | 0 – 2   |
| Dukla Praga                      | 2 – 3             | Sigma Olomouc  | 0 – 1  | 2 – 2   |
| 6 / 28 novembre 2012             |                   |                |        |         |
| Fotbal Třinec                    | 1 – 4             | Mladá Boleslav | 1 – 1  | 0 – 3   |
| Ústí nad Labem                   | 1 – 12            | Jablonec       | 1 – 7  | 0 – 5   |
| 7 / 28 novembre 2012             |                   |                |        |         |
| Jiskra Domažlice                 | 1 – 4             | Teplice        | 0 – 2  | 1 – 2   |
| 29 novembre 2012 / 5 marzo 2013  |                   |                |        |         |
| Vysočina Jihlava                 | 2 – 2 (2 – 3 dtr) | Sparta Praga   | 1 – 1  | 1 – 1   |
| 29 novembre 2012 / 23 marzo 2013 |                   |                |        |         |
| Hradec Králové                   | 2 – 2 (gfc)       | Viktoria Plzeň | 2 – 1  | 0 – 1   |

## Quarti di finale
| Squadra 1          | Totale | Squadra 2      | Andata | Ritorno |
| ------------------ | ------ | -------------- | ------ | ------- |
| 2 / 10 aprile 2013 |        |                |        |         |
| Mladá Boleslav     | 4 – 1  | Slovácko       | 3 – 1  | 1 – 0   |
| 3 / 10 aprile 2013 |        |                |        |         |
| Jablonec           | 6 – 4  | Viktoria Plzeň | 2 – 1  | 4 – 3   |
| 3 / 16 aprile 2013 |        |                |        |         |
| Slovan Liberec     | 4 – 2  | Teplice        | 2 – 0  | 2 – 2   |
| Sigma Olomouc      | 4 – 8  | Sparta Praga   | 2 – 4  | 2 – 4   |

## Semifinali
| Squadra 1                 | Totale | Squadra 2    | Andata | Ritorno |
| ------------------------- | ------ | ------------ | ------ | ------- |
| 24 aprile / 8 maggio 2013 |        |              |        |         |
| Slovan Liberec            | 4 – 5  | Jablonec     | 4 – 3  | 0 – 2   |
| 1º / 8 maggio 2013        |        |              |        |         |
| Mladá Boleslav            | 3 – 2  | Sparta Praga | 1 – 1  | 2 – 1   |

## Finale
| Chomutov 17 maggio 2013, ore 20:15 UTC+2 | Jablonec             | 2 – 2 (d.t.s.)                               | Mladá Boleslav | Letní stadion |
| \| \| \| \| \| Hubník 19’ Kopic 83’ \| Marcatori \| 29’ Zahustel 45’ Chramosta \| \| Piták Loučka Filip Novák Rossi Vaněk Jan Kopic \| Tiri di rigore 5 – 4 \| Ondřejka Jarolím Šćuk Bořil Chramosta Johana \| |                      |                                              |                |               |
| |                      |                                              |                |               |
| Hubník 19’ Kopic 83’ | Marcatori            | 29’ Zahustel 45’ Chramosta                   |                |               |
| Piták Loučka Filip Novák Rossi Vaněk Jan Kopic | Tiri di rigore 5 – 4 | Ondřejka Jarolím Šćuk Bořil Chramosta Johana |                |               |